# Калина Райта
Калина Райта (лат. Viburnum wrightii) — листопадное дерево или кустарник, вид рода Калина (Viburnum) семейства Адоксовые (Adoxaceae). Произрастает в светлых лиственных и смешанных, преимущественно горных лесах в России на юге Сахалина и Курильских островах (Кунашир, Итуруп, Уруп), а также в Японии и Корее.
Редкое растение с ограниченным ареалом, занесённое в Красную книгу России, а также Красную книгу Сахалинской области.

## Ботаническое описание
Калина Райта — деревце или куст до 3 метров высотой. Побеги торчащие вверх, тонкие, с серовато-бурой корой, почти голые или с редкими волосками.
Листья длиной 6—14 см, без прилистников, округло-обратнояйцевидные или округло-ромбические, на верхушке обычно резко суженные в тонкое хвостовидное остроконечие. Край листа крупно выемчато-зубчатый, основание округлое или широко-клиновидное. Листовая пластинка сверху ярко-зелёная, с редкими волосками, снизу светло-зелёная, опушённая по жилкам и с бородками волосков в углах жилок, с обеих сторон с мелкими точечными желёзками. Черешок листа длиной 6—20 мм.
Соцветие — пятилучевая зонтиковидная метёлка диаметром 5—10 см на цветоносе длиной до 2,5 см. Цветки все обоеполые, с колесовидным венчиком диаметром 5—7 мм, толстым коническим столбиком и тычинками длиннее венчика с жёлтыми пыльниками. Цветёт калина Райта в июне—июле.
Плоды сочные, почти шаровидные, ярко-красные, диаметром около сантиметра, с округло-яйцевидной сильно сплющенной косточкой. Созревают в сентябре—октябре.